# Lovkasta mrežnica
Lovkasta mrežnica ali veliki lovkar (znanstveno ime Clathrus archeri) je gliva, ki je v Sloveniji invazivna in se je po svetu razširila iz Avstralije. 

## Značilnosti
V Sloveniji je bil prvi pojav glive zabeležen leta 1966. Strokovnjaki predvidevajo, da je gliva v Slovenijo prišla z volno in se nato spontano razširila. V gozdovih jo lahko opazimo od julija do oktobra, pojavlja pa se predvsem na odpadlem listju, drevesnih panjih in drugem lesnem odpadu. Gliva najprej požene trosnjak ali t.i. vražje oziroma čarovniško jajce, s svetlo sivo kroglasto ovojnico. To jajce ima premer do 3 cm, obdano pa je z zdrizasto plastjo in tanko zunanjo kožo. Na sredini trosnjaka se že v začetku nakazuje rjavo rdeča struktura gobe, ki je v prerezu lepo vidna. Na vrhu trosnjaka nato nastane razpoka, iz katere se pokaže od 3 do 7, sprva bledo rdečih trosnjakov, ki se sčasoma popolnoma odprejo in raztegnejo ter dobijo intenzivno rdečo barvo. Končna dolžina trosnjakov je 5-12 cm. Na osrednjem delu površja trosnjakov so po celi dolžini črne pege, tako da goba na koncu izgleda kot sipa ali polip z lovkami. Trosnjaki so prekriti z olivno zeleno sluzjo, v kateri so trosi. Gliva ima značilen vonj po mrhovini, ki privablja muhe, te pa nato raznašajo trose.